# Sua
El país de Su o Sua era un territori de les muntanyes de Zagros poblat per l'anomenada gent de Su, probablement formada per elements iranians antics com els gutis, i per nouvinguts, i també per poblacions d'arrel elamita. La gent de Su estava aliada amb els elamites i els dos pobles van destruir la ciutat d'Ur, a Sumer, a mitjans del segle xx aC, però en van ser expulsats cinc anys més tard.